# Archaeorhizomyces
Archaeorhizomyces — рід грибів родини Archaeorhizomycetaceae. Назва вперше опублікована 2011 року.

## Класифікація
До роду Archaeorhizomyces відносять 2 види:
- Archaeorhizomyces borealis
- Archaeorhizomyces finlayi